# Michael Leighton
Michael „Mike“ Leighton (* 19. Mai 1981 in Petrolia, Ontario) ist ein ehemaliger kanadischer Eishockeytorwart. In seiner von 2001 bis 2019 andauernden Profikarriere bestritt er insgesamt 126 Partien für die Chicago Blackhawks, Nashville Predators, Philadelphia Flyers und Carolina Hurricanes in der National Hockey League. Den Großteil seiner Laufbahn, die von häufigen Wechseln geprägt war, verbrachte er allerdings in Minor Leagues, insbesondere der American Hockey League.

## Karriere
Der 1,91 m große Goalie begann seine Profikarriere bei den Windsor Spitfires in der kanadischen Juniorenliga Ontario Hockey League, bevor er beim NHL Entry Draft 1999 als 165. in der sechsten Runde von den Chicago Blackhawks ausgewählt (gedraftet) wurde.
Zur Saison 2001/02 unterschrieb der Linksfänger einen Vertrag bei den Blackhawks, von denen er zunächst bei den Norfolk Admirals, einem Farmteam in der American Hockey League, eingesetzt wurde. Am 8. Januar 2003 gab der Kanadier schließlich sein NHL-Debüt für das Franchise aus Chicago. Beim torlosen Unentschieden gegen die Phoenix Coyotes schaffte Leighton es als erster Torhüter in der Teamgeschichte, einen Shutout im ersten Karrierespiel zu erzielen. Dennoch verbrachte der Kanadier niemals eine komplette Saison in der National Hockey League, da er sich den Posten des Back-up-Goalies mit Craig Anderson teilte und somit auch immer wieder bei den Norfolk Admirals in der AHL auflaufen musste.

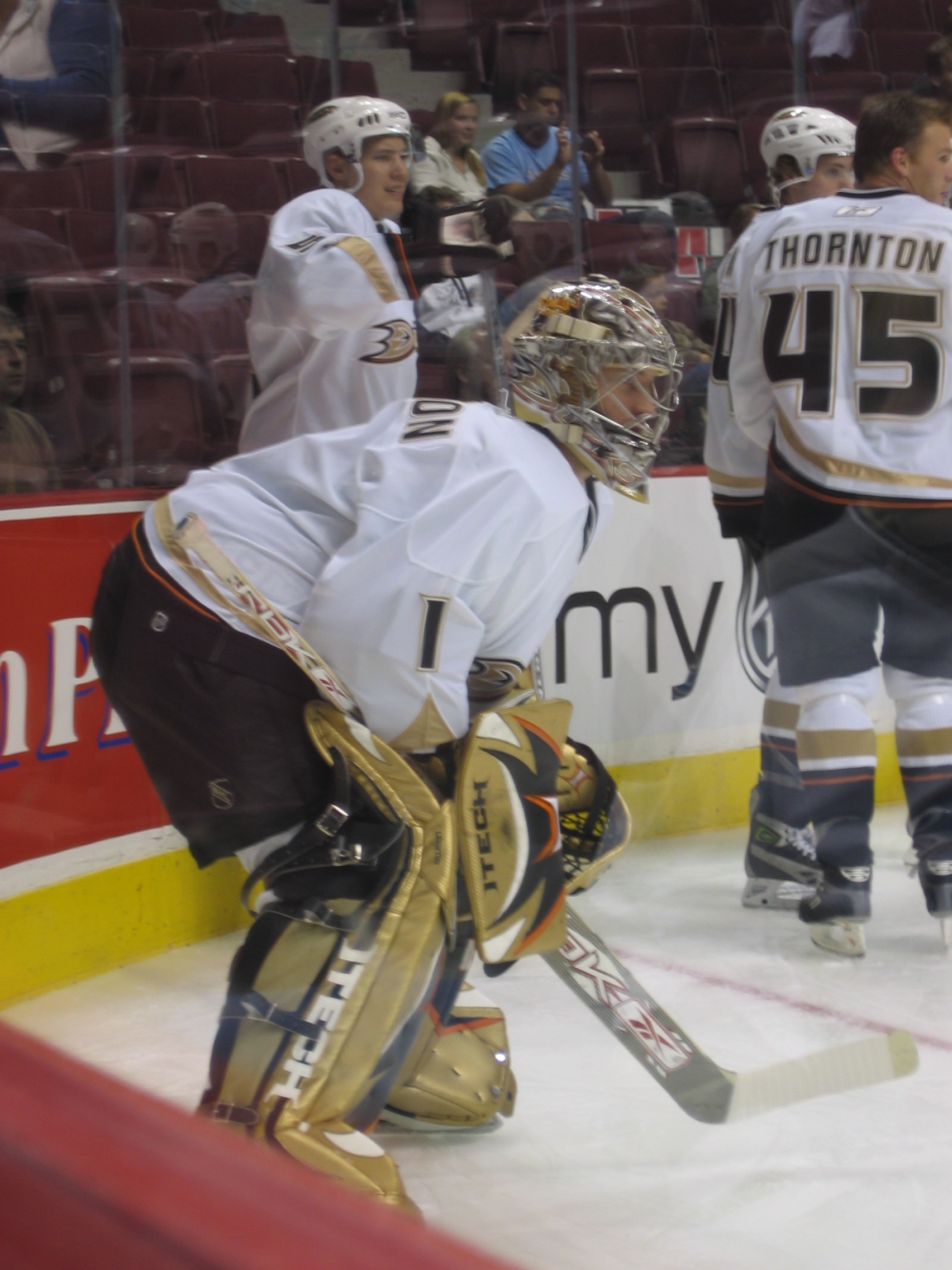
Leighton im Trikot der Anaheim Ducks

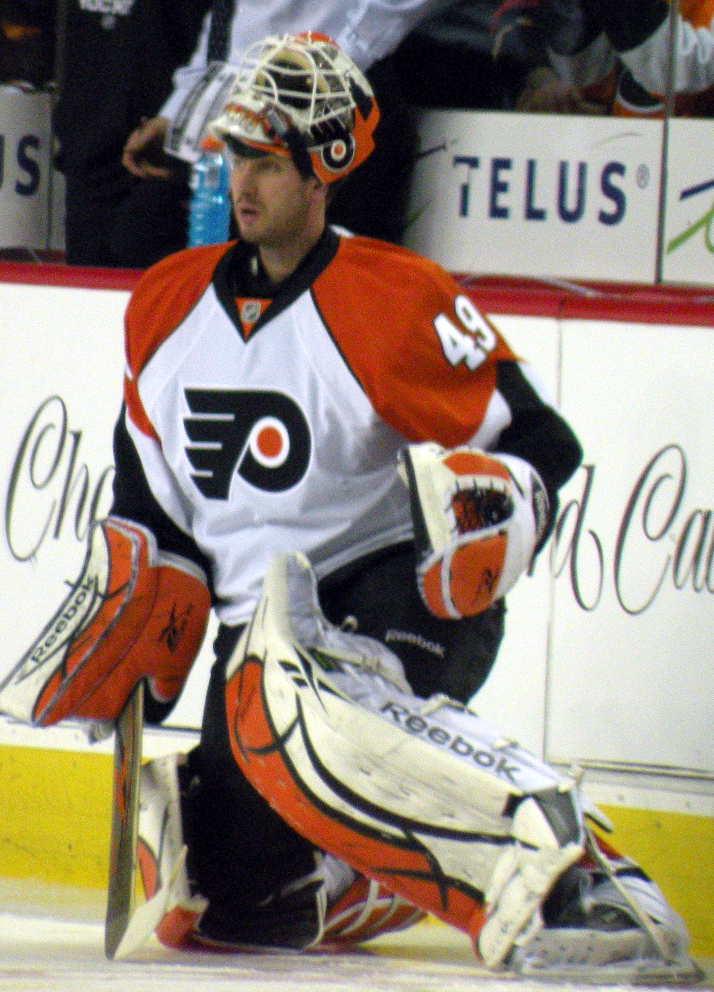
Leighton im Trikot der Philadelphia Flyers

Im Oktober 2005 wurde Leighton im Tausch gegen Milan Bartovič zu den Buffalo Sabres transferiert, allerdings absolvierte er niemals ein NHL-Spiel für das Team, da er von den Sabres ausschließlich bei den Rochester Americans in der AHL eingesetzt wurde. Im Juli 2006 wurde der Kanadier als Waiver zu den Anaheim Ducks weitergegeben, doch auch hier konnte sich Leighton nicht dauerhaft gegen die Stammtorhüter Ilja Brysgalow und Jean-Sébastien Giguère durchsetzen, sodass er noch in der laufenden Spielzeit zu den Nashville Predators wechselte. Mit den Philadelphia Flyers spielte der Kanadier in dieser Spielzeit anschließend noch für ein drittes Franchise in der NHL. Am 10. Februar 2007 stand er zum ersten Mal seit drei Jahren als Starttorhüter in der National Hockey League auf dem Eis. Auch von den Flyers wurde Leighton jedoch schon bald auf die Waiver-Liste gestellt, sodass ihn die Montréal Canadiens verpflichteten.
Nachdem er keinen Einsatz für die Canadiens in der NHL bestritten hatte, wurde Michael Leighton zur Saison 2007/08 für einen Siebtrunden-Pick im NHL Entry Draft 2007 zu den Carolina Hurricanes transferiert, die ihn die meiste Zeit bei den Albany River Rats, ihrem Farmteam in der AHL, einsetzten. Dort wurde er als bester Torhüter der AHL mit dem Aldege „Baz“ Bastien Memorial Award ausgezeichnet.
Am 15. Dezember 2009 wurde Michael Leighton wieder von den Flyers verpflichtet, um den verletzten Ersatztorwart Ray Emery zu ersetzen. Am 21. Dezember verletzte sich auch der erste Torwart Brian Boucher und Leighton wurde kurzzeitig zum Stammtorhüter.
Als sich am 10. Mai 2010 Brian Boucher erneut verletzte, kam Leighton zu seinem ersten Playoff-Einsatz in Spiel fünf gegen die Boston Bruins. Er brachte das von Brian Boucher begonnene Shutout zu Ende, die Flyers gewannen 4:0. Leighton und die Flyers gewannen auch die nächsten beiden Spiele und wurden das erste NHL-Team seit 1975, das nach einem 0:3-Rückstand in den Playoffs noch die nächste Runde erreichen konnte.
In den ersten beiden Spielen der 2010 Eastern Conference Finals erarbeitete Leighton den Flyers mit zwei Shutouts eine 2:0-Führung gegen die Montréal Canadiens. Am 22. Mai 2010 stellte er mit seinem dritten Shutout im Conference Final einen Vereinsrekord auf und führte die Flyers in fünf Spielen (4:1) seit 1997 erstmals ins Stanley-Cup-Finale, das allerdings nach sechs Spielen von den Chicago Blackhawks gewonnen wurde. Zur Trade Deadline am 3. April 2013 wurde er zu den Columbus Blue Jackets transferiert, absolvierte aber bis Saisonende keinen Einsatz für die Jackets.
Anschließend stand Leighton beim HK Donbass Donezk aus der Kontinentalen Hockey-Liga unter Vertrag und zeigte dort überzeugende Leistungen. Am 28. Mai 2014 unterzeichnete er einen Vertrag über ein Jahr Laufzeit beim HK Sotschi, nachdem der HK Donbass sich aufgrund der Krise in der Ostukraine aus der KHL zurückgezogen hatte. Aufgrund einer Erkrankung konnte Leighton das Trainingslager beim HK Sotschi nicht antreten, so dass sein Vertrag Ende Juli 2014 in gegenseitigem Einvernehmen aufgelöst wurde. Am 18. August 2014 erhielt Leighton einen Einjahresvertrag bei den Chicago Blackhawks, der sowohl für die NHL, als auch die AHL gültig war. Nach Ablauf wurde dieser um ebenfalls ein Jahr verlängert. Im Verlauf der zwei Jahre kam der Torwart mit Ausnahme eines NHL-Spiels für die Blackhawks ausschließlich für die Rockford IceHogs in der AHL zu Einsätzen. Im September 2016 wechselte er als Free Agent für ein Jahr in die Organisation der Carolina Hurricanes, ebenso wie im Juli 2017 zu den Tampa Bay Lightning. Die Lightning gaben den Kanadier allerdings bereits im November 2017 samt Tye McGinn an die Arizona Coyotes ab und erhielten im Gegenzug Louis Domingue. Die Coyotes verliehen Leighton wenig später an die Chicago Wolves aus der AHL.
Für die Wolves absolvierte Leighton allerdings nur fünf Spiele, bevor er bereits im Dezember 2017 samt einem Viertrunden-Wahlrecht im NHL Entry Draft 2019 an die Pittsburgh Penguins abgegeben wurde. Im Gegenzug erhielten die Coyotes Josh Archibald, Sean Maguire sowie ein Sechstrunden-Wahlrecht für den gleichen Draft. In Pittsburgh beendete Leighton die Saison, erhielt jedoch keinen weiterführenden Vertrag. Nachdem ein Probevertrag bei den Ontario Reign aus der AHL nicht zu einem festen Engagement geführt hatte, schloss er sich im Januar 2019 in gleicher Weise den Utica Comets an. Von dort wurde er schließlich im Februar 2019 von deren NHL-Kooperationspartner, den Vancouver Canucks, für den Rest der Spielzeit 2018/19 unter Vertrag genommen, ohne jedoch in der NHL zum Einsatz zu kommen. Anschließend verkündete er im Oktober 2019 das Ende seiner aktiven Karriere.

## Erfolge und Auszeichnungen
| - 2002 Teilnahme am AHL All-Star Classic - 2002 AHL All-Rookie Team - 2008 Teilnahme am AHL All-Star Classic - 2008 Aldege „Baz“ Bastien Memorial Award - 2008 AHL First All-Star Team | - 2012 Teilnahme am AHL All-Star Classic - 2016 Teilnahme am AHL All-Star Classic - 2017 Teilnahme am AHL All-Star Classic - 2025 Aufnahme in die AHL Hall of Fame |

## Karrierestatistik
(Legende zur Torhüterstatistik: GP oder Sp = Spiele insgesamt; W oder S = Siege; L oder N = Niederlagen; T oder U oder OT = Unentschieden oder Overtime- bzw. Shootout-Niederlage; Min. = Minuten; SOG oder SaT = Schüsse aufs Tor; GA oder GT = Gegentore; SO = Shutouts; GAA oder GTS = Gegentorschnitt; Sv% oder SVS% = Fangquote; EN = Empty Net Goal; 1 Play-downs/Relegation; Kursiv: Statistik nicht vollständig)